# Acrisio
Acrisio (in greco antico: Ἀκρίσιος?, Akrísios) è un personaggio della mitologia greca e re di Argo.

## Genealogia
Figlio di Abante e Aglaia ebbe un fratello gemello (Preto) e sposò Euridice che gli diede la figlia Danae.

Igino chiama la moglie Aganippe e la figlia Evarete.

## Mitologia
Ebbe una forte rivalità con il fratello Preto che emerse fin dall'infanzia e che durò fino a quando l'antagonista non venne sopraffatto. Il motivo del contendere era l'eredità del padre ed il diritto di successione al trono della città di Argo.
Una volta insediatosi, l'oracolo di Delfi gli predisse che sarebbe morto per mano del figlio di sua figlia e così imprigiono Danae in un'alta torre di ottone con finestre sbarrate da spesse sbarre, ma Zeus di quella donna si innamorò e vi si introdusse sotto forma di pioggia d'oro per sedurla.

Dopo la nascita del figlio Perseo, Acrisio lo fece rinchiudere assieme alla madre in una cassa che fece gettare in mare e che fu ritrovata ed aperta da un abitante di Serifo di nome Ditti e fratello del re dell'isola Polidette.

Il bambino crebbe con Ditti e fece ritorno ad Argo una volta cresciuto forte ed adulto ed Acrisio, informato dell'arrivo di suo nipote e sempre spaventato dalla previsione dell'oracolo, fuggì a Larissa in Tessaglia.

Il re della città che lo ospitava (Teutamide) però, dovette indire dei giochi funebri e Perseo fu tra gli invitati e fu così che accidentalmente in una gara di lancio del disco ne scagliò uno così forte da colpirlo.

Acrisio morì dopo pochi giorni e la profezia si avverò.